# René Davoine
René Davoine, pseudonyme de Jean-Sébastien Irénée Davoine, né le 14 octobre 1888 à Charolles et mort dans la même ville le 23 mars 1962, est un sculpteur français, qui a vécu et travaillé à Charolles, (Saône-et-Loire) et à Buenos Aires, (Argentine). Artiste indépendant, rénovateur de la sculpture figurative sur bois, membre du Salon des Artistes français durant l'entre deux guerres, il laisse une œuvre dont une grande partie est conservée au Musée du Prieuré à Charolles.

## Biographie
René Davoine naît le 14 octobre 1888 à Charolles, rue Condé, dans la maison de son grand-père maternel. Il épousa le 2 avril 1914, Jeanne Hortense Garreaud, sa cousine.
Son père, Théophile Davoine, originaire de Moselle, partit en Argentine avec femme et enfants, alors que son fils n'avait que trois ans.
À onze ans, René Davoine revint en France avec sa mère, et fréquenta alors le collège de Charolles pendant près de trois ans.
Il retourna en Argentine et poursuivit ses études. Il était passionné par le dessin, s'attachant à rendre les reliefs. Un artiste italien avait son atelier près de chez lui, et à chaque sortie, l'œil collé à la vitre, il le regardait sculpter des figurines dans le bois. Cette inspiration le pousse, à quatorze ans, à réaliser une de ses premières œuvres, une Tête d'arabe  expressive.
Ses parents n'approuvant pas ce désir de poursuivre une carrière artistique, Jean-Sébastien, dans le plus grand secret, prépara seul l'examen d'entrée à l'École nationale supérieure des beaux-arts de l'Université de Buenos Aires. Il se classa deuxième au concours.
Il suivit l'École du Soir : les cours portaient sur les écoles française, italienne, espagnole avec les professeurs argentins Arthuro Greco et Sivori, ainsi que César Giovanola, sculpteur italien. Ceux-ci exercèrent une grande influence sur leur élève, en particulier Sivori qui l'incita à sculpter le bois.
L'enseignement classique reçu par René Davoine à Buenos Aires allait constituer la base sur laquelle il bâtit, par la suite, toute sa carrière.
Sursitaire, il revint en France pour accomplir son service militaire, mais fut réformé à titre définitif, car à dix-sept ans, il était devenu asthmatique, ce qui le tortura toute sa vie.
Après son mariage en 1914, il regagna l'Argentine avec son épouse qui lui donna un fils, Félix, l'année suivante. Il resta bloqué par la guerre en Amérique du Sud jusqu'en 1918, date de son retour définitif en France et à Charolles, où il s'installa dans une maison située au bout de la rue Longeron, (désormais nommée rue Davoine en son honneur). Avant la construction de ses ateliers en 1932, c'est dans une pièce de cette maison que ses premières œuvres furent créées.
Dès 1920, le Carmel de Paray-le-Monial commanda un Saint-Joseph. René Davoine le sculpta sur place, en taille directe, c'est-à-dire avec seulement l'aide d'un dessin grandeur nature qu'il avait réalisé lui-même. C'est la seule taille directe qu'il réalisa ; par la suite, après avoir créé, au préalable, une maquette grandeur nature, il employa la méthode de mise-au-point, en se servant de deux compas à branches droites et d'un troisième, pour l'épaisseur, à branches courbes. En 1966, le Carmel fit don de ce Saint-Joseph au Musée.
Le poète Charolais Antoine Rigaud interviewa René Davoine, le 23 mars 1962, pour le journal de Charolles. Ce dernier s'exprima ainsi au sujet de son œuvre: « Grâce à l'appui et à la recommandation des Bonnes Sœurs (du Carmel de Paray), les commandes rappliquèrent : la Vierge de Notre-Dame-du-Mont-Carmel, l'Enfant Jésus fondateur, toutes deux pour le Carmel de Montmartre ; un autre Enfant Jésus pour le Carmel de Valenciennes... Entre-temps je fus chargé de nombreuses réparations et restaurations. Mais si c'est là un travail rémunérateur, c'est aussi un travail ingrat. Ah ! Si un jour je deviens riche, quels beaux projets j'aurai à mettre à exécution ».
En effet, dans les années qui suivront, le statuaire va réaliser un grand nombre d'œuvres toutes taillées dans le bois.
En prenant son fils Félix, âgé de neuf ans, pour modèle, René Davoine sculpta dans un tronc de noyer, un jeune garçon au regard malicieux, se tenant en équilibre, à cloche-pied, sur la carapace d'une tortue qui s'efforce, en vain, de regagner la mer. Cette œuvre intitulée Gaminerie va permettre au sculpteur charollais de faire son entrée au Salon des artistes français en 1925;  « Un matin, j'ai embarqué Gaminerie à Paris et m'armant de culot, car j'étais seul et sans appui, je l'ai présenté au jury. Quelques jours après, je recevais la bonne nouvelle : l'œuvre était admise. Et ma foi, je puis bien vous le dire, pour un début, c'est presque un succès. »
Ce fut en effet un concert de louange de toutes les revues d'art.
Deux ans plus tard, l'Opprimée, esclave enchaînée évoquant les malheurs de la Pologne, est présentée au Salon des artistes français. Elle a été taillée dans un tronc de noyer de 3,90 mètres de circonférence provenant du Guidon à Saint-Julien-de-Civry. Elle valut à son auteur les félicitations du Président de la République, Gaston Doumergue, et l'attribution de la Médaille de bronze, le dispensant, à l'avenir, du passage devant le jury d'admission.
René Davoine fut fidèle au Salon, chaque année, jusqu'à la guerre de 1939, puis à nouveau de 1952 à 1961.
C'était un artiste méticuleux dans sa démarche. Après avoir pensé son sujet, il réalise la maquette en utilisant de la plastiline (genre de pâte à modeler), ou de la terre glaise. Lorsque la pièce mesure 50 cm ou plus, il lui fallait alors construire un squelette avec une armature en fil de fer, puis procéder au façonnage de la statue, en écrasant des boulettes de terre sur les différentes parties du support. Cette technique, nommée modelage par adjonction de matière, laisse la trace des doigts, à moins que la terre ne soit lissée par la suite.
Quant aux grands modèles, réalisés en plâtre, ils nécessitent la construction d'une armature en bois, recouverte de plusieurs couches de plâtre. La finition se fait à l'abrasif après séchage complet.
L'atelier, actuellement propriété de la ville de Charolles, situé 34 rue René Davoine, possède plusieurs maquettes grandeur nature des monuments de la Résistance de Charolles et des Déportés de Paray ; le projet de la Conquête de l'Air (1937) à la gloire de l'aviation et de Mermoz, (mort en 1936 dans l'océan atlantique), est avant-gardiste, mais n'eut jamais de suite. 
La maquette terminée, René Davoine s'attaque alors à l'exécution dans la matière. Au début de sa carrière, il utilise du bois, une matière complexe à travailler, mais dont le grain serré, dur, restitue avec une grande fidélité le poli satiné de la peau. Plus tard dans sa carrière, il emploiera la pierre et le marbre.

## Hommages
- Une plaque est apposée, sur sa maison natale à Charolles, pour le centième anniversaire de sa naissance.
- Dans cette même ville, une rue porte son nom, et en 2005, un Espace René-Davoine est créé au Musée du Prieuré pour accueillir ses œuvres[1].

## Œuvres
(sélection)
En noyer du pays

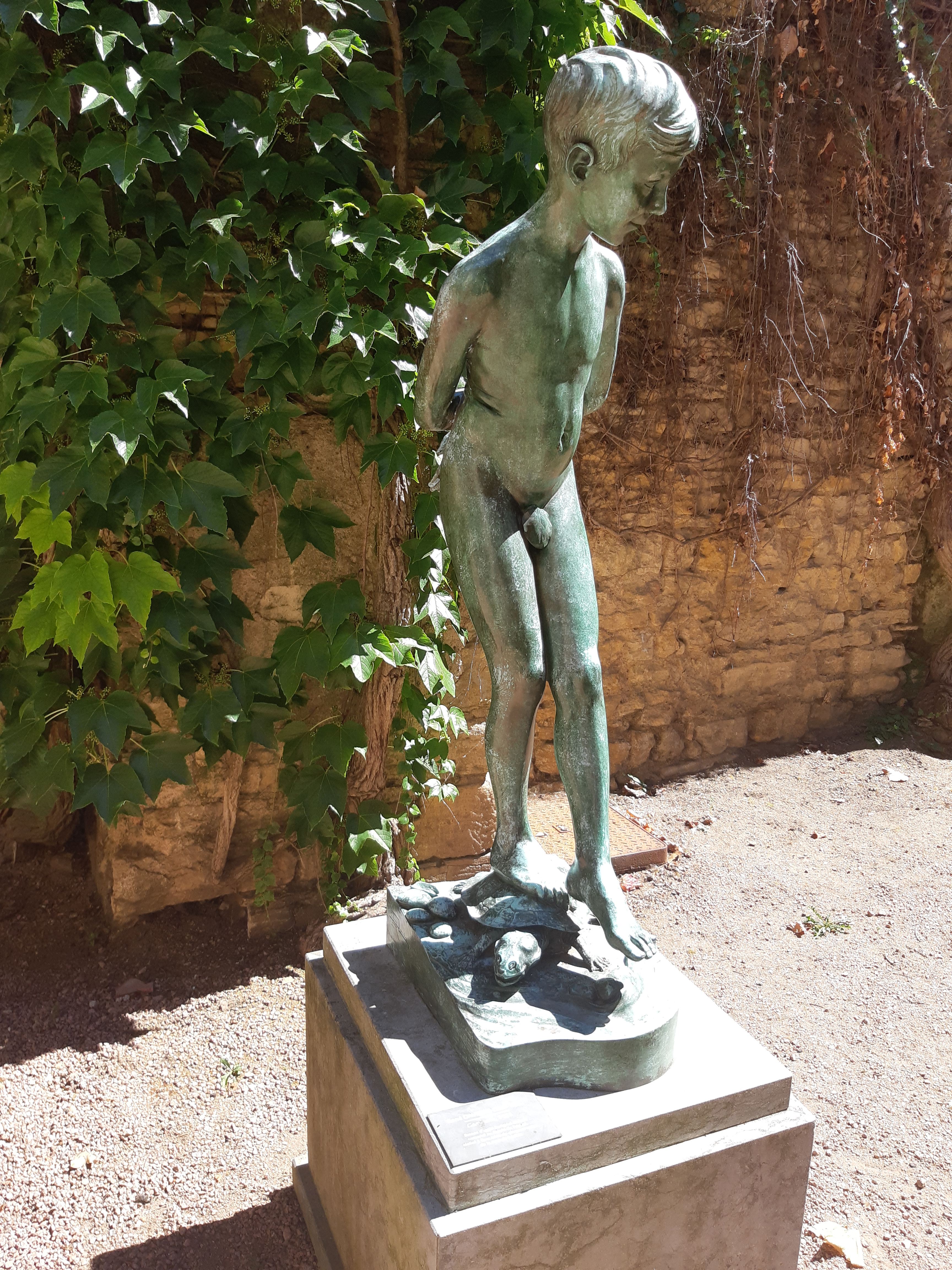
Statuette Gaminerie de René Davoine en Charolles

- 1925 - La première Communion , Salon des artistes français [2],
- 1928  -  Bernadette Soubirous [3], statue grandeur nature de la sainte, sculptée d'un seul tenant conservée dans la chapelle de Livry.
- s. d.    -  Saint Joseph
- s. d.    -  Gaminerie
- s. d.    -  l'Opprimée
- s. d.    -  Communion de Marguerite-Marie Alacoque, bas-relief
- s. d.    -  Ginette dans sa fin de danse (disparue)
- s. d.    -  Marguerite-Marie Alacoque

En acajou, dès 1931
- Ève la tentation[4],
- Sacré-cœur [5],
- Baigneuse – Le Bûcheron [6],[7] – Beaufortaise – Maternité – Bigouden
- Statue du Christ[8].

En amarante
- Fin de sonate

En pierre
En 1934, il utilisa le marbre de Carrare pour réaliser Maria Gratia Plenadestinée au grand séminaire d'Autun. Monseigneur Le Bourgeois en fit don au musée en 1970.
Par la suite, il abandonna presque complètement le bois pour la pierre, en particulier les calcaires à grain fin  ou Pierre de Lens (Moulezan – Gard) : 
- Chemin de croix de la Colombière à Paray-le-Monial

Pierre d'Artiges (Poitou)
- Monument de la Résistance
- Vierge de Busseuil

Pierre de Brouzet
- Mère et Enfant
- L'Aurore
- Vierge de l'école

Pierre de la Meuse (Euville)
- Monument des déportés

Marbre de St Georges (Prémeaux – Côte-d'Or)
- Dr Weissembach
- Madame Davoine
- Pascal
- Jeune femme aux colombes
- Diane s'éveille
- Comte du Corail

Granit Paloma (Arudy – Pyrénées-Atlantique)
- Monsieur Alt

Après guerre, il réalisa différents portraits et rendit, à chacune de ses créations, «le sentiment de la vie» par un regard, une attitude, mais toujours avec un léger sourire, en restant fidèle au sujet.
Il consacra alors plusieurs années pour élaborer les deux monuments commémoratifs de Charolles et Paray (Saône-et-Loire).

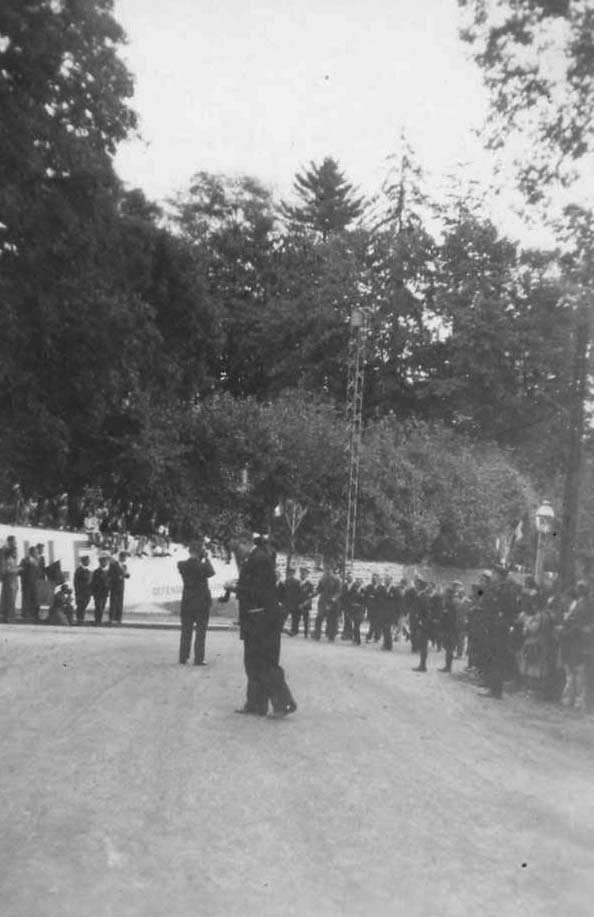
Photographie de Gérard Choquin. Inauguration par le Général De Gaulle du monument de la résistance française, offert par René Davoine dont le fils fut milicien. Monument sur la route de Paray-le-Monial.

À sa ville natale, il offrit le monument situé aux Garnauds, représentant la France résistante dans la Paix veillant sur ses Héros. L'inauguration eut lie, le 21 septembre 1947, en présence du Général de Gaulle qui déclara : « Vous avez fait, Monsieur Davoine, un magnifique monument ». Il en profita pour demander au statuaire de présenter un projet pour rappeler le sacrifice des Fusillés du Mont Valérien. Les trois maquettes conçues par René Davoine sont exposées au Musée, mais le Général préféra une simple plaque en granit rouge à un monument.
En 1946, le Comité des déportés de Paray-le-Monial sollicita René Davoine qui présenta un projet en 1948. Mais ce n'est qu'en 1951 que celui-ci fut adopté par les Beaux-Arts de Paris, et en avril 1953, par la Commission centrale des monuments commémoratifs. L'emplacement fut également choisi: à l'angle de l'avenue de Charolles et de la route de Volesvres.
René Davoine débuta la taille en 1952. Cependant, devant l'ampleur du travail, et pour la seule fois dans sa carrière, il dut faire appel à un metteur au point pour l'aider à dégrossir le bloc de pierre de la Meuse pesant 35 tonnes. L'inauguration eut lieu le 18 septembre 1955, relatée dans toute la presse nationale ainsi que dans des journaux allemands et anglais.
Le thème choisi par René Davoine, fut « La volonté dans l'union dominant les misères de la guerre – Les Déportés». Il employait la technique du «non-fini» puisque seul le haut du corps des 3 personnages émergeait du bloc de pierre. L'homme placé au centre, représente la force, la volonté de combattre; à sa gauche, il soutient l'opprimé qui a cessé de vivre, alors qu'à sa droite, une femme les bras croisés, paraît résignée dans sa douleur. 
L'idée est venue à René Davoine, en 1948, lorsqu'il n'acheva pas un portrait qui lui avait été commandé, et laissa le visage émergeant seul de la masse. En 1952, il réalisa l'Aurore , sculpture dans laquelle seul un fin visage apparaît au milieu d'un bloc de pierre de Brouzet, taillé grossièrement. Enfin en 1954, dans le buste Mère et Enfant, le visage de ce dernier, caressé par une main maternelle, se dégage de la masse, alors que le portrait de la mère est complètement achevé.
La femme tient une place importante dans les créations de René Davoine, aussi bien religieuses que profanes. Il a su rendre la grâce féminine sous diverses attitudes et donner, au visage, une expression pathétique souriante, maternelle, mystique ou juvénile.
Ainsi, il réalisa, vers la fin de sa vie, statues de vierges-enfants. La Vierge à l'École représente une sage écolière, tenant d'une main une plume d'oie et de l'autre un livre; deux colombes sont à ses pieds. Quant à la Vierge de Busseuil, le statuaire a choisi le thème moyenâgeux du manteau écarté par les bras, semblant accueillir les fidèles. Par leur taille, leur jeune et délicat visage, leurs nattes, le sculpteur a voulu ainsi personnifier la vierge-enfant de la manière la plus forte possible.
Une autre œuvre de René Davoine  Diane s'éveille ou  «La déesse, couchée, sortant de son sommeil, dresse son buste. Son arc est à terre, près d'elle» dont la première exécution en marbre de St-Georges fut exposé au Salon des Artistes Français 1939 est suivie d'une seconde, datant de 1943 qui appartient à une collection particulière dans le Brionnais. Un plâtre, réalisé sans retouche par le statuaire lui-même, issu d'un moule à pièces, est exposé au Musée, avec à ses côtés le bronze qui en fut tiré, en 1995, grâce à l'association des Amis du Musée Davoine.
En 1961, un an avant sa disparition, René Davoine présenta au Salon des artistes français, une œuvre réalisée en 1949, en marbre de St-Georges, mais jamais exposée. Il s'agit de Pascal, portrait d'un tout jeune enfant décédé à l'âge de quelques mois. 
René Davoine avait débuté officiellement sa carrière sous le sourire espiègle d'un enfant avec Gaminerie ; elle s'achevait sous le visage reposé de Pascal. 
Jeanne-Hortense, sa femme fut tout d'abord son modèle mais également son soutien, l'encourageant dans son travail, toujours présente pour mettre en valeur le talent de son mari, tant auprès du public que de la presse artistique.

## Prix et récompenses
Salon des artistes français de Paris :
- 1927  - Médaille de bronze au Salon des artistes français, - Médaille d'argent exposition internationale,
- 1928  - Primes d'encouragement de la ville de Paris,
- 1929  - Médaille d'argent au Salon des artistes français,
- 1952  - Prix Malvina-Brach,
- 1953  - Prix de la sculpture,
- 1954  - Médaille d'or au Salon des Artistes Français, - Prix Bonnat,
- 1954  - Election comme membre du jury de sculpture et réélection ininterrompue jusqu'à sa mort en 1962.
- 1956  - Prix du comité su salon d'hiver Paris, Prix Taylor, - Prix "un ami des artistes"
- 1959  - Prix de l'Institut de France, - Prix du Comité des Anciens Élèves de l'École supérieure des beaux-arts de Paris, - Médaille d'argent de la ville de Paris
- 1960  - Prix de l'Institut de France
- 1961  - Prix Joyeux

René Davoine a légué à la ville de Charolles, l'ensemble des collections en sa possession, auxquelles se sont ajoutées, au fil des ans, de nombreuses œuvres offertes par leurs propriétaires. 
Les locaux du Musée situés dans la maison du statuaire, devenant exigus, les petits enfants de René Davoine ont demandé que toutes les pièces transportables soient présentées au public, dans la chapelle du Musée du Prieuré. L'Espace Davoine y fut ainsi créé en 2006.

## Musées et monuments
Charolles
- Musée du Prieuré à Charolles :
- Atelier privé, 34 rue René Davoine à Charolles : ouvert la Nuit des musées et les Journées du patrimoine
- Église : Marguerite-Marie Alacoque et bas-relief
- Aux Garnauds : Monument de la Résistance

Paray-le-Monial
- Monument des Déportés à Paray-le-Monial, avenue de Charolles
- Chapelle de la Colombière à Paray-le-Monial : les 14 stations du Chemin de croix